# Aurora (sistema operativo)
Aurora (precedentemente chiamato Eeebuntu) (da non confondere con Easy Peasy, precedentemente noto come Ubuntu Eee) è un sistema operativo per i netbook. La versione corrente è basata su Ubuntu, anche se le versioni più recenti saranno basate sulle release instabili di Debian Linux.. Eeebuntu è stato progettato originariamente per la linea di netbook di ASUS Eee PC.
Sono disponibili quattro versioni per l'installazione: Standard, NBR (standard con Ubuntu Netbook Edition), Base e LXDE.
Funziona in maniera predefinita su Asus Eee PC 700, 701, 900, 900A, 901, 904HD, 1000, 1000H, 1000HA, 1000HD e 1000HE. Le versioni più recenti funzionano anche sull'Acer Aspire One A110L.
Include un kernel specifico di Asus Eee PC che è stato messo a punto per l'hardware di Eee (ad esempio, modulo Wi-Fi, tasti funzione).
VLC, Flash e Java sono installati in maniera predefinita.
Si può creare una chiavetta USB o una scheda SD avviabile utilizzando UNetbootin.
Integra l'utility di eeepc-tray ACPI (ora modificata in Jupiter) per controllare gli eventi ACPI e attivare / disattivare determinati dispositivi sull'Eee.
Eeebuntu è stato creato nel dicembre 2007 da Steve Wood. A quel tempo Eeebuntu era poco più di una collezione di script applicati a un'immagine live di Ubuntu. Quando il progetto è maturato gli script di post installazione sono stati eliminati a favore di un kernel modificato che conteneva i driver hardware precompilati.
Altri sviluppatori si sono interessati al progetto e nel dicembre 2008 Eeebuntu è cresciuta in una distribuzione Linux in proprio con circa 1.500 utenti di forum registrati. Eeebuntu 2.0 è stata la prima versione di Eeebuntu a rimuovere completamente il marchio Ubuntu e ad utilizzare i propri lavori e temi.
Eeebuntu ha 4 versioni:
- Base - 565 MB ISO footprint, ridotto numero di applicazioni preinstallate.
- Standard - Un compiz desktop completo con un numero di applicazioni preinstallate.
- NBR - Uso dell'interfaccia Ubuntu Netbook con una serie di applicazioni preinstallate.
- LXDE - Utilizzo del desktop LXDE e di una serie di applicazioni preinstallate.